# Calamus pseudorivalis
Calamus pseudorivalis är en enhjärtbladig växtart som beskrevs av Odoardo Beccari. Calamus pseudorivalis ingår i släktet Calamus och familjen Arecaceae. Inga underarter finns listade i Catalogue of Life.